# La venda
La venda (spanisch für „Die Augenbinde“) ist ein spanischer Popsong, welcher von Adrià Salas komponiert und getextet, sowie von Miki Núñez interpretiert wurde. Er gewann mit diesem Song die Sendung Operación Triunfo 2018: Gala OT a Eurovisión und vertrat folglich Spanien beim Eurovision Song Contest 2019 in Tel Aviv.

## Hintergrund
Der spanische Fernsehsender RTVE verkündete im September 2018, dass man erneut auf das Format Operación Triunfo zurückgreifen werde, um einen geeigneten Kandidaten für den Eurovision Song Contest zu finden. Dieses Verfahren wurde bereits in den Jahren 2002, 2003, 2004 und 2018 angewandt. Bei einer speziellen Gala-Sendung der Show wurde Miki Núñez mit 34 % der abgegebenen Telefonanrufe zum Sieger des Vorentscheids gewählt. Als Mitglied der sogenannten „Big Five“ ist Spanien berechtigt, direkt im Finale des europäischen Wettbewerbs zu starten.

## Komposition und Text
Das Lied ist im 4/4-Takt notiert und besitzt ein Tempo von etwa 148 bpm. Es weist Einflüsse von Ska und einer Unterart des Rumba (vgl. katalanischer Rumba) auf. Der Song besitzt die für diesen Genre typischen Offbeats. Der Autor beschreibt La venda als einen kraftvollen und energetischen Song mit einem eingängigen Refrain. Zu Beginn werden zwei Strophen gesungen, danach der Refrain, gefolgt von zwei weiteren Strophen und erneut dem Refrain. Vor der letzten Wiederholung des Refrains wird sechsmal die Zeile „Lo que ere, lo que ere, ere, ere, e“ als Bridge gesungen. Laut Salas handelt der Text vom Abbau von Vorurteilen und der eigenen Persönlichkeitsentwicklung.

## Beim Eurovision Song Contest
Die Choreografie wurde von Fokas Evangelinos entwickelt. Laut dem spanischen Finanzministerium wurden hierfür 40.300 € fällig. Núñez trat im Finale des Eurovision Song Contest als letzter von 26 Teilnehmern auf. Er erreichte den 22. Platz.

## Musikvideo
Das Musikvideo zum Lied erschien am 6. März 2019. Es wurde in Barcelona gedreht, wobei Adrià Pujol und Fèlix Cortés Regie führten.

## Veröffentlichung
Am 18. Januar 2019 wurde der Song auf dem gleichnamigen Album zum Vorentscheid veröffentlicht. Zur Veröffentlichung des Musikvideos erschien die Singleversion, welche leichte Änderungen an der ursprünglichen Version enthält.

## Rezeption
Irving Wolther von Eurovision.de bezeichnete La venda als „eingängigsten Song des Abends und vielleicht sogar den nächsten ESC-Sieger“.

### Chartplatzierungen
| ChartsChartplatzierungen | Höchstplatzierung | Wochen |
| ------------------------ | ----------------- | ------ |
| Spanien (Promusicae)     | 13 (7 Wo.)        | 7      |

### Auszeichnungen für Musikverkäufe
| Land/Region          | Auszeichnungen für Musikverkäufe (Land/Region, Auszeichnung, Verkäufe) | Verkäufe |
| -------------------- | ---------------------------------------------------------------------- | -------- |
| Spanien (Promusicae) | Platin                                                                 | 40.000   |
| Insgesamt            | 1× Platin ·                                                            | 40.000   |